# موريتز باور
موريتز باور (بالألمانية: Moritz Bauer) (25 يناير 1992 فينترتور سويسرا - ) هو لاعب كرة قدم سويسري يلعب كمدافع.

## مسيرته الكروية
لعب موريتز باور خلال مسيرته الاحترافية مع 4 أندية في عشرة مواسم ولم يسجل خلالها أي هدف ضمن 162 مباراة. حيث فاز في موسم واحد بالكأس وفي موسم واحد بالدوري.
خاض موريتز باور مسيرته مع نادي غراسهوبر زيوريخ في موسم 2011–12 ليلعب معه خمسة مواسم، مشاركًا في 93 مباراة ولم يسجل أي هدف. ثم انتقل إلى نادي روبين كازان في موسم 2016–17 ولمدة موسمين، حيث شارك في 37 مباراة ولم يسجل أي هدف أيضًا. لينتقل بعدها إلى نادي ستوك سيتي في موسم 2017–18 ولمدة موسمين، مشاركًا في 23 مباراة ولم يسجل أي هدف أيضًا. ثم انتقل إلى نادي سلتيك في موسم 2019–20 لمدة موسم واحد، مشاركًا في 9 مباريات ولم يسجل أي هدف أيضًا.

## وصلات خارجية
موريتز باور على موقع الاتحاد الأوربي (الإنجليزية)
- موريتز باور على موقع قاعدة بيانات كرة القدم.إي يو (الإنجليزية)
- موريتز باور على موقع ناشيونال فوتبول تيمز (الإنجليزية)
- موريتز باور على موقع Soccerbase.com (لاعب) (الإنجليزية)
- موريتز باور على موقع Soccerway.com (الإنجليزية)
- موريتز باور على موقع عالم كرة القدم.نت (الإنجليزية)